# Rhopalophora neivai
Rhopalophora neivai là một loài bọ cánh cứng trong họ Cerambycidae.